# Giovanni Truppi (album)
Giovanni Truppi è il terzo album in studio del cantautore italiano omonimo, pubblicato il 23 gennaio 2015 dall'etichetta Woodworm.

## Tracce
Testi e musiche di Giovanni Truppi.
1. Stai andando bene Giovanni – 3:06
2. Superman – 3:28
3. Lettera a papa Francesco I – 3:34
4. I pirati – 4:25
5. Alieno! – 1:10
6. Conversazione con Marco sui destini dell'umanità – 2:56
7. Il pilota è vivo – 2:55
8. Hai messo incinta una scema – 3:16
9. Tutto l'universo – 4:58
10. Eva – 5:59